# Tchimbélé
De Tchimbélé is een waterval in de provincie Woleu-Ntem in het noordwesten van Gabon. De waterval ligt ten noordwesten van de nederzetting Anzem en wordt gevoed door de Komo. Nabij de waterval ligt een waterreservoir dat sinds 1973 een waterkrachtcentrale bedient. 